# Parabaena tuberculata
Parabaena tuberculata är en tvåhjärtbladig växtart som beskrevs av Odoardo Beccari. Parabaena tuberculata ingår i släktet Parabaena och familjen Menispermaceae. Inga underarter finns listade i Catalogue of Life.